# هيرب بيرسون
هيرب بيرسون (5 أغسطس 1910 - 15 يونيو 2006) (بالإنجليزية: Herb Pearson)‏ هو لاعب كريكت نيوزلندي.

## وصلات خارجية
- هيرب بيرسون على موقع إي آس بي آن كريك إنفو (الإنجليزية)